# Aiouea cinnamomoidea
Aiouea cinnamomoidea (лат.) — вечнозелёный кустарник или небольшое дерево, вид рода Aiouea семейства Лавровые (Lauraceae). Произрастает в мексиканских штатах Оахака и Герреро.

## Описание
Aiouea cinnamomoidea — вечнозелёный кустарник или небольшое дерево высотой от 2 до 10 м. Цветки мелкие, невзрачные, обоеполые. Отличается наличием только третьего ряда фертильных тычинок, двугнёздными пыльниками, хорошо развитыми стаминодиями четвёртого ряда и плюской с сохраняющимися листочками околоцветника, подстилающими плод. Эти характеристики характерны для родов Aioueia, Окотея (Ocotea), Nectandra, Коричник (Cinnamomum) и некоторых других. Плоды — сочные, оливковые, с глубокой толстой чашечкой, разносятся преимущественно птицами.

## Ареал
A. cinnamomoidea произрастает в туманных лесах горной цепи Южная Сьерра-Мадре в штатах Герреро и Оахака, на высоте от 1600 до 1800 м над уровнем моря.